# Signal (メッセージングアプリ)
Signal（シグナル）は、Signal Foundationが開発しているオープンソースのメッセンジャーソフトウェアである。すべての通信内容がエンドツーエンドで暗号化されるため、非常に高いセキュリティレベルが確保される。対応OSは、Android、iOS、Windows、macOS、Linux。主な機能は、文章・ファイルの送受信、音声通話、ビデオ通話など。2022年4月時点で、SignalのAndroid版は1億回以上ダウンロードされている。また、独裁国（権威主義国）などの検閲国でもサービスを利用可能にする「プロキシ構築方法」がサポートから公開されている。

## 概要
Android、iOSなどのスマートフォン向けアプリケーションに電話番号を登録して利用する。Signal利用者同士の通信内容は、自動的にエンドツーエンド暗号化される。デスクトップ版ソフトウェアは、スマートフォンでQRコードを読み取ることでセットアップできる。

## 沿革
- 2014年 - Signalの提供開始。
- 2015年12月 - Signal Desktopリリース[18]。
- 2018年
  - 2月 - WhatsAppの共同創業者ブライアン・アクトンがSignalの開発支援に5000万ドルを出資[19]。
  - 11月 - プライバシー保護機能「送信者の秘匿化(Sealed sender)」機能を追加[20][19]。
- 2020年
  - 6月 - 「顔をぼかす」機能を追加[21]。
  - 10月 - グループの管理、メンション機能、グループリンク機能などを追加[22]。
  - 12月 - グループ通話機能を追加（当時の最大通話人数は5人）[23]。
- 2021年
  - 1月 - 複数の国と地域でSignalがApp Storeのトップチャート1位に[24]。この少し前、Facebook傘下のメッセンジャーアプリ「WhatsApp」に大幅な利用規約変更の告知があった[25]。
  - 1月 - グループ通話機能で8人までの通話が可能に[26]。

## 安全性
Signalは、電子フロンティア財団が定める「最もセキュアなメッセンジャーリスト」で、7つの調査項目の全てをクリアしている。また、アメリカ合衆国上院議員の公式な連絡ツールとして認められている。インターネット監視プログラム「PRISM」を内部告発した内部告発者のエドワード・スノーデンも、セキュリティの高さを評価した。
また、Signalで採用されているエンドツーエンド暗号化は、運営者や管理者、途中で経由するすべてのサーバ所有者のいずれも、会話内容を盗聴することは出来ない仕組みになっている。
例えば、AがBに「こんにちは」というメッセージを送る場合、メッセージはAの端末上で暗号化され、Signalのサーバを経由してBに届き、Bの端末上で復号される。メッセージを閲覧できるのは、メッセージを送った本人であるAとメッセージを受け取ったBのみである。インターネット経由で配送された暗号化済みメッセージが何らかの方法で攻撃者に取得されたとしても、このメッセージを復号することはできない。

### Signalプロトコル
Signalプロトコルは、Signalで使われているプロトコル群を指す総称である。Signalプロトコルの仕様は公開されており、様々な企業のサービスが自社のサービスの安全性向上のためにSignalプロトコルを導入している。
Signalプロトコルを導入しているサービスには以下が挙げられる。
- WhatsApp[27][28][29] - 標準で全ての通信にSignalプロトコルを適用
- Google メッセージ[30] - 一部機能にのみSignalプロトコルを適用
- Facebook Messenger[31] - 一部機能にのみSignalプロトコルを適用
- Skype[32][33] - 一部機能にのみSignalプロトコルを適用

## 機能

### メッセージ
他のメッセンジャーと同様に、一対一およびグループでのテキストメッセージの送受信が行える。写真、動画、音声メッセージや、その他ファイルの送受信も可能。メッセージ等に対して、絵文字でリアクションをする機能もある。なお、1グループの人数は1,000人までである。

### 自分用メモ
自分自身にメッセージを送信する機能。自己の他の端末にテキストメッセージやファイルを送信することができる。

### 消えるメッセージ
一定時間経つと自動的にメッセージを削除する機能。削除するまでの時間は、1秒から4週間の範囲で設定できる。

### ステッカー
LINEのスタンプような機能。メッセージで、絵文字のように画像を送信できる。自作したステッカーは、デスクトップ版のSignalからアップロードできる。

### 通話
一対一およびグループで音声通話およびビデオ通話を行う機能。グループ通話には40人まで参加できる。

### 送信者の秘匿化
Signalは2018年、実験的機能として「送信者の秘匿化(Sealed sender)」を導入した。これは、それまでは暗号化されていなかった、送信者に関する情報も暗号化することで、経由するサーバがアクセス可能な情報を減らす機能である。

### 決済機能
ユーザー間で、MobileCoinという仮想通貨を送金できる。

## 問題となった利用例

### アメリカ合衆国政府のグループチャット情報漏洩
2025年3月のアメリカ合衆国政府のグループチャット情報漏洩により、副大統領J・D・ヴァンス、国務長官マルコ・ルビオ、国防長官ピート・ヘグセスを含むトランプ政権の政府高官たちが、Signalを利用してイエメンでの軍事攻撃計画の詳細を含む軍事機密情報について議論していたことが発覚した。チャットの存在は、手違いでチャットに追加されたThe Atlantic編集長のジェフリー・ゴールドバーグの記事によって明らかにされた。国家安全保障理事会のブライアン・ヒューズ（Brian Hughes）は、後にゴールドバーグの説明が事実であることを認めた。
一部の国家安全保障の専門家は、攻撃計画をSignal上に投稿する行為は、スパイ防止法と連邦記録法に違反している可能性が高いことを示唆している。ゴールドバーグの情報漏洩に関する記事が公開された3月24日、情報漏洩についてリポーターから質問されたヘグセスは、「戦争計画をテキストで送った人物など誰もいない。それについて私が言えることはそれだけだ」と述べ、ゴールドバーグのことを「不誠実で信用できない人物」と評した。

### 闇バイトなどの犯罪グループ
2020年代以降、闇バイトや特殊詐欺、強盗などの犯罪行為では、Telegramとともに、犯罪者グループの連絡用に使われる例が散見され、正当な利用者の不利益に繋がる懸念がある。このため、SNS利用者のモラルやメディア・リテラシーの向上と、捜査機関における捜査員の人材育成や捜査技術の向上が今後の課題となっている。